# Montcada i Reixac
Montcada i Reixac település Spanyolországban, Barcelona tartományban. Lakosainak száma 37 153 fő (2024).

## Földrajza
Montcada i Reixac Barcelona, Badalona, Santa Perpètua de Mogoda, La Llagosta, Sant Fost de Campsentelles, Santa Coloma de Gramenet, Cerdanyola del Vallès, Ripollet, Barberà del Vallès, Palau-solità i Plegamans és Mollet del Vallès községekkel határos.

## Népesség
A település lakosságának változását az alábbi diagram mutatja:
| Lakosok száma | 120  | 1626 | 7240 | 13 295 | 25 233 | 30 953 | 33 453 | 34 394 | 36 239 | 37 153 |
|               | 1717 | 1887 | 1936 | 1960   | 1986   | 2004   | 2009   | 2014   | 2019   | 2024   |